# Eremochelis rossi
Espèce
Eremochelis rossi est une espèce de solifuges de la famille des Eremobatidae.

## Distribution
Cette espèce est endémique de Mexico au Mexique,.

## Description
Le mâle holotype mesure 13,0 mm.

## Étymologie
Cette espèce est nommée en l'honneur d'Edward Shearman Ross.

## Publication originale
- Muma, 1986 : New species and records of Solpugida (Arachnida) from Mexico, Central America, and the West Indies. Novitates Arthropodae, vol. 2, no 3, p. 1-31.